# Enric I d'Empúries
Enric d'Aragó (Medina del Campo, ca. 1400 - Calataiud, 1445) va ser un infant d'Aragó, germà dels monarques Alfons el Magnànim i Joan el Sense Fe.
Va ser el tercer fill de Ferran d'Antequera i de la seva muller Elionor d'Alburquerque. De ben jove, va ser nomenat mestre de l'Orde de Sant Jaume el 1409 i també comte d'Alburquerque. Joan II de Castella el va nomenar duc de Villena el 1420, i el seu germà Alfons el Magnànim li va atorgar el 1436 el comtat d'Empúries i nombroses viles al Regne de València: Sogorb, la Vall d'Uixó i la serra d'Eslida i, el 1438, Paterna, Benaguasil i la Pobla de Vallbona.
El 1420, a Castella es va apoderar per la força del jove Joan II a Tordesillas, i Enric va prendre el control efectiu del govern castellà i es va casar amb la germana del rei, Caterina, al Torreón del Alamín de Guadalajara el 12 de juliol del mateix any. No obstant això, el rei, finalment, va aconseguir fugir gràcies a la col·laboració del seu privat Álvaro de Luna y Jarana. Dos anys més tard, Enric era acusat de ser còmplice del rei de Granada i va ser empresonat, i no obtindria la seva llibertat fins a 1426, quan es va aliar amb el seu germà Joan, el futur Joan II d'Aragó, i aconseguí l'enderrocament d'Álvaro de Luna el 1428. Va lluitar durant la Guerra dels Infants d'Aragó, que va enfrontar les corones de Castella i d'Aragó, però amb la victòria de Joan II de Castella, li van confiscar pel Tractat de Majano el 1430 els seus béns castellans i el mestrat de l'Orde de Sant Jaume. Aleshores, es va posar al servei d'Alfons el Magnànim, i va lluitar contra els genovesos, però va ser empresonat a Ponça el 1425. Novament alliberat, va tornar a Castella, on va lluitar amb el seu germà Joan contra Álvaro de Luna, el qual va fugir el 1441, i el rei castellà va ser fet presoner pels infants aragonesos. Va enviudar de Caterina de Castella, i es va tornar a casar, aquesta vegada amb Beatriz Pimentel y Enríquez, filla del comte de Benavente, a Tordesillas, l'1 d'octubre de 1443.
Enric va morir el 1445 a causa de les ferides rebudes durant la batalla d'Olmedo, la qual van guanyar el rei de Castella i el privat Álvaro de Luna, quelcom que els va permetre recuperar el poder. La seva immensa fortuna va anar a parar al seu únic fill, i pòstum, Enric, anomenat per aquesta raó Infant Fortuna. El seu cos va ser enterrat al Reial Monestir de Santa Maria de Poblet.
L'infant va ser un gran amant de les lletres, fastuós i inquiet, Jorge Manrique el va immortalitzar a les seves Coplas.